# 73 Herculis
73 Herculis är en misstänkt variabel i Herkules stjärnbild.
Stjärnan varierar mellan visuell magnitud +5,71 och 5,74 och varierar utan någon fastställd periodicitet.